# Bożena Kizińska
Bożena Maria Kizińska (ur. 12 sierpnia 1949 w Woli Żyznej) – polska polityk, nauczycielka, posłanka na Sejm IV kadencji.

## Życiorys
Ukończyła w 1986 studia na Wydziale Wychowania Fizycznego Akademii Wychowania Fizycznego w Krakowie. W latach 1972–1974 pracowała jako nauczycielka w szkołach podstawowych, następnie do 2001 w II Liceum Ogólnokształcącym im. Jana Śniadeckiego w Kielcach.
Od 1975 do rozwiązania należała do Polskiej Zjednoczonej Partii Robotniczej. Sprawowała mandat posłanki na Sejm IV kadencji z okręgu kieleckiego, wybranej z listy Sojuszu Lewicy Demokratycznej. Pracowała w Komisji Sprawiedliwości i Praw Człowieka oraz Komisji Edukacji, Nauki i Młodzieży. W 2005 nie uzyskała ponownie mandatu, powróciła do pracy jako nauczycielka wychowania fizycznego. W wyborach parlamentarnych w 2011 również nie uzyskała mandatu. Zasiadała w krajowych władzach SLD.
Jest honorowym obywatelem gminy Szydłów. W 2005 otrzymała Srebrny Krzyż Zasługi.